# Piotr z Pou
Piotr z Pou – namiestnik Księstwa Aten z ramienia księcia Fryderyka III Aragońskiego w latach 1359–1362.
Piotr z Pou został mianowany na stanowisko namiestnika Aten w 1359 roku po odwołaniu sprawującego ten urząd przez krótki czas Jakuba Fadrique'a, syna Alfonsa, wybitnego namiestnika Aten i syna królewskiego. Piotr już z racji okoliczności objęcia przez niego władzy znalazł się w trudnej sytuacji; dodatkowo pogarszały ją jego ambicje i apodyktyczność. Skłócił się niemal natychmiast z Jakubem Fadrique'em. Jego kolejne posunięcia wywołały niezadowolenie możnych katalońskich i doprowadziły do buntu, na którego czele stanął Roger z Llurii. W 1362 roku w Tebach został zamordowany wraz ze swymi zwolennikami. W trakcie zamieszek zagrabiono część majątków Wenecjan licznie przebywających w tych stronach ze względu na prowadzony od lat handel jedwabiem. W wyniku rewolty władzę w Księstwie objął Jakub Fadrique.